# Матч всех звёзд НХЛ 1963
17-й матч матч всех звёзд НХЛ прошел 5 октября 1963 года в Торонто.
Спустя всего 27 секунд после того как Эд Литзенбергер вывел «Торонто» вперёд в начале третьего периода, защитник из «Детройта» Марсель Проновост сравнял счёт броском от синей линии. Три очка (2+1) у «Лифс» набрал Фрэнк Маховлич.